# Tour Europe
A Tour Europe felhőkarcoló a párizsi La Défense negyedben, Courbevoie-ban.
1969-ben épült és 99 méter magas. 2002-ben felújították.
2019 októbere óta az EDF leányvállalata, a DALKIA székhelye.